# Ашрей

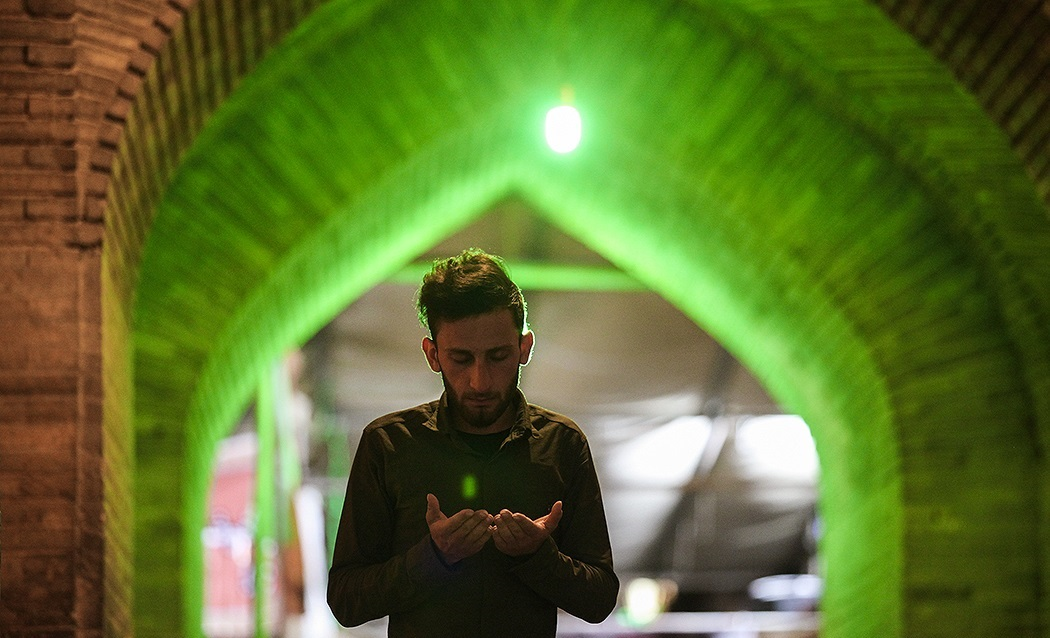
В обычае сефардов, прежде произнесения, раскрывают руки ладонями вверх в виде прошения и принятия

Ашре́й (от др.-евр. אשרי‬ — «блаженны») — одна из основных молитв в иудаизме, прославляющих Бога. Представляет собой 144-й псалом (здесь и далее нумерация псалмов, для удобства цитирования, — греческая, в еврейской (масоретской) нумерации — 145), а также стихи 83:5, 143:15 (в начале) и 113:26 (в конце). В первых двух стихах слово «ашрей», дающее название всей молитве, упоминается трижды. Говоря о чём-либо, хорошо изученном, среди ашкеназов бытовала поговорка на идише klohr wi ain jud in Aschre («знает наизусть, как молитву „Ашрей“»), схожая с русской поговоркой «как Отче наш знаю».

## Текст
В еврейской традиции 144-й псалом считают одним из главных во всей Псалтири, так как он — единственный имеет заглавие тхила (תהלה‬), но по нему всю книгу называют Тхилим (תהלים‎ — «хваления»). В Ашрей к тексту 144-го псалма добавляют стихи 83:5, 143:15 (в начале) и 113:26 (в конце). 144-й псалом состоит из 21-го стиха, каждый из которых начинается со следующей по порядку буквы еврейского алфавита (пропущена буква נ‎ — нун), поэтому молитва легко запоминается. В одном из первых ашкеназских сидуров (Махзор витри, XII век) к молитве добавлены также стихи 118:1, 2, 83:6, 111:1 и 88:16 (различные версии Махзора витри к Ашрею прибавляют пять, десять, тринадцать стихов); все эти стихи начинаются также со слова «ашрей»; в дальнейшем число добавленных стихов сократили до трёх. Вступительные стихи со словом «ашрей» к 144-му псалму необходимы, так как ими начинают послеполуденное богослужение. Всего слово «ашрей» употреблено в Тегилим 25 раз. 
Главной частью молитвы, выражающей её основную идею, считают стих 144:16, в котором выражается благодарность Богу за то, что Он поддерживает по своей милости все живые существа, независимо от того, заслуживают они этого или нет (ср. Мф. 5:45); тем самым выражают надежду на милость Бога и сами молящиеся. Ашкеназы при чтении этой фразы притрагиваются к тфилину, а сефарды поднимают руки к небу ладонями вверх, как бы принимая исходящую свыше благодать.

## Время чтения
В Талмуде (Брахот 4 б) сказано, что говорящему тхила ле-Давид трижды в день, гарантировано место в будущем мире (олам ха-ба). В соответствии с этим Ашрей читают:
- в составе стихов «восхваления» перед основной частью утреннего богослужения;
- в заключительной части утреннего богослужения после чтения свитка Торы;
- Перед молитвой «Амида» послеполуденного богослужения; в Йом-кипур чтение переносят в предзакатное богослужение дня поста.